# Сиринкс

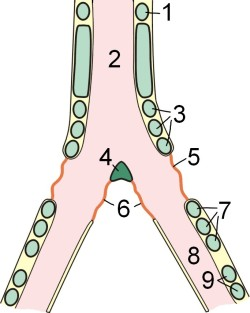
Схема будови сиринкса: 1 — останнє вільне хрящове кільце трахеї; 2 — тимпанальний орган; 3 — перша група кілець сиринкса; 4 — козелок; 5 — бічна тимпанальна мембрана; 6 — середня тимпанальна мембрана; 7 — друга група кілець сиринкса; 8 — бронха; 9 — хрящові кільця бронхи

Сиринкс (від грец. σῦριγξ — «дудка», «сопілка») — назва голосового органу птахів. Цей орган розташований в основі трахеї, в місці роздвоєння. На відміну від ссавців, у птахів відсутні голосові зв'язки. Звук видається внаслідок вібрації тимпанальних мембран (стінок сиринкса) і козелка, що викликаються продуванням повітря через сиринкс. Спеціальні м'язи здатні змінювати натяг мембран і діаметр просвіту бронхів, що приводить до зміни звуку, який утворюється. Доволі складні мелодії пісень можливі завдяки наявності в сиранксі шести пар голосових м'язів. При звичайному диханні вони розслаблені й повітря вільно проходить у просвіт, а при співі вони скорочуються, натягуючи тимпанальні мембрани, і від коливань повітря виникає звук.